# Palais de justice d'Orléans
Le palais de justice d'Orléans est un palais de justice français situé à Orléans dans le département du Loiret en région Centre-Val de Loire.
Le palais est construit durant la première moitié du XIXe siècle et est partiellement inscrit à l'inventaire des monuments historiques.

## Géographie
Le palais de Justice est situé entre les rues de la Bretonnerie et d'Alsace-Lorraine, dans le centre-ville d'Orléans.

## Histoire
Le Palais de Justice d’Orléans est construit selon les plans de l’architecte François-Narcisse Pagot. Les sculptures et bas-reliefs sont signés du sculpteur Romagnesi.
La première pierre de l'actuel palais de justice d'Orléans est posée le 14 novembre 1821 par le Premier Président de la cour d'appel d'Orléans, M. Arhuys.
Les travaux de construction se déroulent de 1821 à 1824. L'inauguration du nouveau palais eut lieu le 3 novembre 1824.
Cet édifice est bâti au droit de l'ancienne église des Oratoriens et du couvent des Ursulines.
Dès ses premières années de vie, les utilisateurs du palais connaissent des difficultés de fonctionnement liées à l'étroitesse des locaux et tentent de remédier cette situation par la mise en place de nombreuses opérations immobilières ponctuelles.
Ce n'est qu'en 1968 qu'est bâtie une première extension afin de résorber la situation déficitaire des services installés au sein du palais. Cette extension, réalisée sur l'aile ouest du palais, devait permettre l'installation du Tribunal de Grande Instance, le Tribunal d'Instance, le Conseil des Prud'hommes.
Compte tenu de l'évolution de ces juridictions, l'ensemble immobilier devient néanmoins rapidement insuffisant. Une deuxième extension voit donc le jour en 1986 ; le tribunal de grande instance y est installé. Cette extension est desservie à partir de la rue des Huguenots.
En ce qui concerne la partie centrale, la plus ancienne de l'ensemble, elle est restaurée de 1968 à 1978.
Les deux lions en pierre, d'abord exposés à Châteauneuf-sur-Loire, sont placés sur le perron du palais le 20 août 1824,.
La salle d'audience de la première chambre civile est inscrite à l'inventaire des monuments historiques le 17 décembre 1992.

## Architecture
Le bâtiment, de style néoclassique, se caractérise par ses quatre colonnes, ses deux lions en pierre et son fronton sculpté.
Le palais est l’œuvre de l'architecte orléanais François-Narcisse Pagot, les deux lions en pierre sont signés du sculpteur François-Michel Romagnésy.

## Fonctions
Le palais de justice d'Orléans abrite une cour d’appel, un tribunal de grande instance, un tribunal d’instance, un tribunal de commerce et un conseil des prud'hommes.

## Personnalités
Eva Joly, magistrate et femme politique franco-norvégienne, née en 1943, a occupé le poste de substitut du procureur de la République au tribunal d'Orléans de 1981 à 1983.

## Affaires notoires
- L'affaire des faucheurs volontaires d'organismes génétiquement modifiés traitée par le tribunal correctionnel d’Orléans en 2005[7] ;
- L'affaire Véronique Courjault, affaire criminelle traitée en 2007 et 2008 à la cour d'appel d'Orléans[8].

## Médailles
Le palais de justice d'Orléans est l'objet de deux médailles du graveur Alexis-Joseph Depaulis, l'une à l'occasion de sa construction en 1822, la seconde pour l'inauguration en 1827.